# Margaret Conkey
Margaret W. Conkey (1943) es una arqueóloga estadounidense, especializada en el periodo Magdaleniense del Paleolítico Superior en los Pirineos franceses. Su investigación se centra en el arte parietal producido durante este periodo. 
La doctora Conkey fue una de las primeras arqueólogas en explorar los estudios de género con una perspectiva feminista, apoyándose en la teoría feminista para reinterpretar imágenes parietales y objetos muebles del Paleolítico Superior. Actualmente es profesora emérita del departamento de Antropología y miembro del Archaeological Research Facility en la Universidad de California, Berkeley. En 2002 fue nombrada por la revista Discover Magazine como una de «las 50 mujeres más importantes en Ciencia».
A través de los años ha continuado su labor para incorporar perspectivas feministas en arqueología, organizando conferencias, editando libros y escribiendo numerosos artículos sobre el tema. Conkey también ha luchado por el reconocimiento de mujeres en la historia de la disciplina arqueológica.

## Biografía
Margaret Conkey fue la mayor de cinco hermanos. Graduada en la Universidad Mont Holyoke (South Hadley (Massachusetts)) en 1965 con doble titulación en Historia Antigua e Historia del Arte, al poco conseguía la oportunidad de viajar a Jordania (actual Cisjordania) para trabajar en arqueología bíblica. Es entonces cuando presenta solicitudes a los departamentos de antropología en la Universidad de Chicago y en la Universidad de Pensilvania, donde le recomendaron tomar un año de estudios sobre antropología (estudios que no estaban disponibles en la Universidad Mount Holyoke) antes de que le pudieran admitir en esos departamentos. Debido a ello, Conkey y una amiga viajaron en verano a Nueva York, donde obtuvo un trabajo en el Wenner-Gren Fundación de estudios antropológicos como bibliotecaria y finalmente le concedieron una beca como analista de datos. Cuando fue aceptada en el Instituto Oriental,  volvió a Chicago para trabajar a media jornada como ayudante de editorial en la revista Current Anthropology.
Presentó su tesis doctoral en el departamento de arqueología de la Universidad de Chicago en 1978, bajo la dirección de Leslie G. Freeman con el título de Analysis of Design Structure: Variability Among Magdalenian Engraved Bones from North Coastal Spain, en la que estudiaba materiales óseos grabados provenientes de las cuevas cantábricas. De la mano de L.G. Freeman había tomado contacto con la arqueología europea participando en las excavaciones de la cueva de Morín en Cantabria. La redacción de su tesis la compaginó con un puesto docente en la Universidad Estatal de San José durante seis años, posteriormente se incorporó a la facultad de antropología de SUNY/Binghamton en 1982, donde ella también fue codirectora del centro de estudios de las mujeres. Aceptó una plaza como profesora asociada en antropología en la universidad de Berkeley en 1987.
Además de sus trabajos de campo, ha desarrollado otros temas de investigación y ha publicado artículos sobre pedagogía y la enseñanza de arqueología; el desarrollo y uso de recursos de internet en la enseñanza de Introducción a la Arqueología; así como un programa sobre arqueología en las escuelas. En 2009brecibió el premio de excelencia de Berkeley, por su trabajo sobre la diversidad e igualdad de oportunidades. Con anterioridad, había recibido el Distinguished Teaching Award (1996) y el Premio de Iniciativas Educativas (2001). También ha impulsado los fondos para la creación de laboratorios multimedia de enseñanza en el Departamento de Antropología. En julio de 1997, fue nombrada Class of 1960 Professor of Anthropology.
Conkey se convirtió en 2009 en presidenta de la Sociedad de Arqueología Americana.

## Trabajo arqueológico
Conkey ha tenido un continuo interés en la interpretación y estudio del arte Paleolítico, la teoría y contextos sociales de las investigaciones sobre arte parietal, unificando las distintas formas de observación e investigación que habían sido utilizadas en campo bajo paraguas teóricos diferentes (incluyendo aspectos filosóficos y la teoría feminista).

### El Género en el Arte Paleolítico
Conkey anima a los arqueólogos a repensar los posibles significados de las imágenes del Paleolítico. Por ejemplo, como las pinturas parietales representaron no sólo una revolución artística, sino también un cambio social que hizo que estas imágenes fueran una parte primordial para el sostenimiento de las comunidades que las grabaron o pintaron; reconociendo que las mujeres estuvieron implicadas en más aspectos de la vida primitiva de lo que generalmente se pensaba. Está en desacuerdo con la teoría tradicional que consideraba que el arte rupestre era una práctica principalmente masculina y que lo relacionaba con el uso de magia simpatética para asegurar el éxito en la caza. Ella sostiene que “no se pueden explicar 25 000 años de representaciones artísticas relacionándolo todo con la caza".  Señala que los animales representados en las pinturas de las paredes y los restos animales procedentes de los residuos alimentarios no corresponden normalmente a las mismas especies. Esto implica que las pinturas probablemente estuvieran más en relación con procesos culturales o significados sociales que con aspectos meramente económicos.
La combinación de sus intereses acerca del arte prehistórico, especialmente del paleolítico europeo, los estudios de género y la arqueología feminista, ha conllevado también investigaciones y publicaciones sobre las figurillas femeninas del Neolítico europeo, en colaboración con su colega en Berkeley, Ruth Tringham. Conjuntamente investigan cómo las historias arqueológicas sobre estas figuras femeninas han sido analizada superficialmete (a menudo de manera problemática) por la cultura popular contemporánea.

### Investigaciones en Los Pirineos Franceses
Margaret W. Conkey ha llevado a cabo el proyecto de investigación arqueológica “Entre las Cuevas” en el Pirineo Francés a partir de 1993, centrado en el Paleolítico y en la contextualización del arte rupestre y la cultura material descubierta en las cuevas de la región.
Dos temas de amplio debate en la arqueología han sido la preservación y el sesgo en la selección - especialmente las cuevas ofrecen importantes ejemplos de ambos, ya que presentan condiciones ideales para la preservación de artefactos, y son fáciles de encontrar. Históricamente, las investigaciones sobre el paleolítico europeo han mostrado un panorama muy centrado en las cuevas para hablar de la vida en el Paleolítico, en el que parecía que las personas se asentaban en cuevas, y repentinamente aparecían restos en otros lugares. Los arqueólogos sabían que los habitantes de esas cavidades hacía uso de los recursos situados en el exterior de las mismas en lugares abiertos y que no necesariamente vivían todo el año dentro de las cuevas, pero también pensaban que estudiar esas actividades no iba a ser demasiado interesante. A partir de 1960, la New Archaeology y las nuevas generaciones de prehistoriadores franceses (Anette Laming-Emperaire, André Leroi-Gourhan, Georges Laplace) utilizaban un nuevo método de prospección al aire libre para localizar en el paisaje artefactos arqueológicos. Margaret W. Conkey fue una de las primeras arqueólogas en enfocar sus estudios hacia la prospección de espacios alejados de las cuevas. La novedad queda reflejada en esta anécdota que ella misma cuenta:

Me dijeron, “no encontrarás nada”. Contesté, “¿Por qué  no voy a encontrar nada?” Replicaron, “Nunca nadie ha encontrado nada digno de ser publicado”. Respondí, “¿Alguien ha trabajado sistematicamente?” Me confesaron, “Bueno, no.” Creyeron que estaba pirada.”
Margaret Conkey

Sin embargo, esos indicios existen y hablan de personas paleolíticas que pasaron menos tiempo en las cuevas del que se creía. Por ejemplo, las evidencias acerca de la ocupación estacional a veces puede ser deducidas a través de huesos animales. Los arqueozoólogos pueden decir en qué estación del año fueron cazados los animales, también hay animales que están disponibles en ciertas estaciones del año - como los peces que desovan en una determinada época. En general,  está claro que las personas habitaban en cuevas quizás un par de meses al año como máximo, y casi todos las cuevas están descritas como estacionales (ocupadas en el otoño o meses de invierno). Por ello, Conkey y su equipo buscaron a las personas en lugares relativamente alejados de las cuevas. Hasta 1993, hay quien sostiene que no se había realizado ningún estudio de este tipo.
Ella confía en que estos estudios ayudarán a entender mejor la geografía social y los paisajes del arte del Paleolítico. Es también un proyecto sobre estudios de arqueología, métodos de análisis espaciales, y estudios de la distribución de las colecciones espaciales. Conkey encabeza equipos de distinto tamaño y realiza estudios de diversa intensidad al prospectar el paisaje, buscando rastros del día a día de día de los pintores de las cuevas. Desde 2006, su equipo internacional ha llevado a cabo excavaciones en el primer yacimiento al aire libre de la región, y ha rescatado más de 3000 piezas identificables de artefactos liticos, en un área de 260 kilómetros cuadrado. Este estudio fue llevado a cabo gracias a dos subvenciones de la Fundación Nacional para la ciencia, uno de la Fundación Francia-Berkeley, y el Stahl Endowment de UC Berkeley. Para la realización del proyecto, Margaret W. Conkey tuvo que desarrollar relaciones con investigadoras francesas, así como conseguir un permiso del servicio arqueológico regional, y una autorización estatal.

## Diversidad e Igualdad en el sector
Margaret W. Conkey ha desafiado coherentemente la idea de que campo arqueológico es inherentemente masculino, y anima a todas las arqueólogas y arqueólogos a considerar el sinfín de maneras en que el género forma parte de las experiencias humanas - tanto pasadas como presentes. Ella misma, en Jordania, no pudo excavar porque era una mujer joven y todos los trabajadores eran hombres mayores que ella. Conkey también anima a prestar mayor atención a las olvidadas aportaciones de arqueólogas como Cynthia Irwin-Williams o Patty Jo Watson entre otras muchas.

## Publicaciones
- Archaeology and the Study of Gender (1984) (junto a Janet D. Spector)
- Engendering Archaeology:Women and Prehistory (1991) Archivado el 16 de octubre de 2019 en Wayback Machine. (junto a Joan M. Gero)
- The Uses of Style in Archaeology (New Directions in Archaeology) (1993) (junto a Christine Ann Hastorf)
Programme to Practice: Gender and Feminism in Archaeology. Annual Review of Anthropology (Vol. 26: October 1997) (con Joan M. Gero)
- Symbolism and the Cultural Landscape (1980) (junto a Lester B Rowntree)
- Conkey, Margaret W.; Soffer, Olga (1997). Beyond Art, Pleistocene :Image and Symbol. Memoirs of the California Academy of Sciences. Vol. 23. San Francisco: California Academy of Sciences.
- Tringham, R., & Conkey, M. (1998). Rethinking figurines. A critical view from archaeology of Gimbutas, the ‘Goddess’ and popular culture. Ancient Goddesses, The Myths and the Evidence,  British Museum Press 22-45.
- Perspectives on Anthropological Collections from the American Southwest: Proceedings of a Symposium (Anthropological Research Papers) (como editora, con Ann Lane Hedlund)

## Filmografía
| Año  | Título    | Función    | Notas                                                  |
| ---- | --------- | ---------- | ------------------------------------------------------ |
| 2002 | Sexo A.C. | Ella misma | Serie televisiva Mini-documental de Optomen Televisión |